# Cementerio Parque Metropolitano de Barcelona
El Cementerio Parque Metropolitano de Barcelona (también llamado «Cementerio Metropolitano de Barcelona» o simplemente «Cementerio Metropolitano»), es un cementerio localizado en el sector La ponderosa al sur del  Aeropuerto Internacional José Antonio Anzoátegui en el área metropolitana de la ciudad de Barcelona la capital del estado Estado Anzoátegui al noreste del país sudamericano de Venezuela. 
Se trata de un espacio de administración privada, que en los últimos años tiene espacios que son propiedad de la Alcaldía del Municipio Simón bolívar, adquiridos con el fin de suministrar espacios para los difuntos con familias de escasos recursos. La Fundación de Contraloría Social de los Servicios Funerarios del estado Anzoátegui realiza actividades de supervisión en el lugar.